# Морохин, Николай Владимирович
Никола́й Влади́мирович Моро́хин (род. 23 января 1961, Вязники) — советский и российский филолог и журналист, исследователь фольклора и этнографии Нижегородского Поволжья, преподаватель. Сын фольклориста В. Н. Морохина. Доктор филологических наук (1999), профессор (2001).

## Биография
Окончил филологическое отделение Горьковского госуниверситета имени Лобачевского (1983), аспирантуру (1987). Защитил кандидатскую диссертацию по теме «Сатира в русской советской художественной публицистике военных лет (1941—1945 гг.)» (1990), затем докторскую диссертацию — «Традиционная духовная экологическая культура народов Нижегородского Поволжья» (1998).
Преподавал в Нижегородском государственном педагогическом университете имени Горького на кафедрах физической географии и экологического образования (1990—1996), в Нижегородском государственном университете имени Лобачевского на кафедре советской литературы, а затем — журналистики (1987—2019).
Член редакционной коллегии журнала «Марий сандалык» (Йошкар-Ола). Главный редактор издательства «Литера» (с 2019 года).
Руководитель отдела краеведения Городецкой епархии Русской православной церкви (с 2017 года).
Живёт в Нижнем Новгороде.

## Научная деятельность
Вёл собирание фольклорных материалов в Поволжье. Исследовал топонимику Нижегородской области, экологические традиции, воплощенные в произведениях народного творчества. Публиковал предания, исторические песни, сказки. По инициативе и под руководством Н. В. Морохина в Нижегородской области впервые в России были систематически взяты под государственную охрану природно-культовые объекты в качестве памятников природы: Марийские и Мордовские священные рощи, деревья и др. (1991—1996). Публиковал редкие, малоизвестные краеведческие труды прошлого, записки путешественников, посетивших Нижегородское Поволжье в XVI—XX веках. Составленная В. А. Шамшуриным и Н. В. Морохиным книга для чтения «Наш край», адресованная школьникам, выдержала 8 изданий.

## Журналистская деятельность
Член Союза журналистов СССР с 1990 года. Работал корреспондентом газет «Горьковский университет» (1983), «Ленинская смена» (1987—1989), журнала «Студенческий меридиан» (1989—1991), редактором региональной вкладки «Комсомольской правды» (1993), корреспондентом газеты «Волжская магистраль» (1995—2017), собственным корреспондентом газеты «Гудок» на Горьковской железной дороге (2000—2020).

## Книги
- Пассажирский транспорт города Горького. — М., 1990.
- «И берег, милый для меня». — Нижний Новгород, 1992.
- Нижегородские сказки. — Нижний Новгород, 1992. (Составление)
- Нижегородские песни. — Нижний Новгород, 1992. (Составление; совм. с А. В. Харловым)
- Заветлужье: Фольклорный сборник песен. — Нижний Новгород, 1992. (Составление; совм. с А. В. Харловым)
- Заветлужье. — Нижний Новгород, 1993. (Составление)
- Нижегородские марийцы. — Йошкар-Ола, 1994.
- Нижний Новгород. — Нижний Новгород, 1994.
- Фольклор в традиционной региональной экологической культуре Нижегородского Поволжья. — Киев, 1997.
- Нижегородский топонимический словарь. — Нижний Новгород, 1997.
- Нижегородские исторические песни. — Нижний Новгород, 2000. (Составление)
- Сатира в русской советской художественной публицистке военных лет (1941—1945 годы). — Саров, 2001.
- Гусиная дорога. — Киев, 2003.
- Прибытие поезда. — Нижний Новгород, 2003.
- Дмитрий Покровский. — М., 2004. (Составление; совм. с Н. Р. Будановой)
- Наши реки, города и сёла. — Нижний Новгород, 2007.
  - Морохин Н. В., Арзамазов А. А. Наши реки, города и сёла. — 2-е изд., испр. и доп. — Нижний Новгород: Книги, 2014. — 480 с. — (Нижегородские были). — 1000 экз. — ISBN 978-5-94706-160-4.
- Наш край. — Нижний Новгород, 2008. (Составление; совм. с В. А. Шамшуриным)
- Из истории нижегородского транспорта. — Нижний Новгород, 2009.
- Светлояр — око Земли. — Нижний Новгород, 2009.
- Путешественники. — Нижний Новгород, 2009. (Составление; совм. с Д. Г. Павловым)
- Народные сказания. — Нижний Новгород, 2010. (Составление)
- Оглоблин Н. Н. Речные просёлки. — Нижний Новгород, 2010. (Составление; совм. с Д. Г. Павловым)
- Дельвиг А. И. Из Моих воспоминаний. Нижегородские страницы. — Нижний Новгород, 2010. (Составление; совм. с Д. Г. Павловым)
- Звено великой магистрали. — Нижний Новгород, 2010.
- Д: Дороги: Путевые и исторические очерки, эссе об истории транспорта в Нижегородском Поволжье / Издание к пятидесятилетию автора. — Нижний Новгород, 2011[1].
- Л: Личности: Очерки, посвящённые ярким историческим фигурам прошлого и современникам. — Нижний Новгород, 2011[1].
- Нещастные приключения Василия Баранщикова. — Нижний Новгород, 2011. (Составление; совм. с Д. Г. Павловым)
- Неизвестный Мельников-Печерский. — Нижний Новгород, 2011. (Составление; совм. с Д. Г. Павловым)
- По реке Ветлуге. — Нижний Новгород, 2012. (Совм. с А. В. Белоусовым)
- Горьковская железная дорога: 150 лет движения вперёд. — Нижний Новгород, 2012.
- Проезжая через Нижний. — Нижний Новгород, 2012. (Составление; совм. с Д. Г. Павловым)
- Толстой Н. С. Заволжские очерки. — Нижний Новгород, 2013. (Составление; совм. с Д. Г. Павловым)
- Горьковская железная дорога. — Нижний Новгород, 2013.
- Дед Сказкин. (Составление; совм. с Д. Г. Павловым)
- Энциклопедия Воскресенского района. — Нижний Новгород, 2014.
- По реке Ветлуге: Атлас-путеводитель. — Нижний Новгород, 2014.
- Китежский летописец. — Нижний Новгород, 2015. (Составление)
- Память сильнее времени: Воспоминания железнодорожников Горьковской магистрали о Великой Отечественной войне. — Нижний Новгород, 2015.
- Град Камен. — М.: Вече, 2015.
- Боги Лесного Заволжья. — М.: Вече, 2016.
- По реке Ветлуге. — Нижний Новгород, 2016.
- Ветлужский летописец. — Кострома, 2017. (Составление)
- Ветлужский краеведческий музей. — Нижний Новгород, 2017.
- Варнавинский район. — Нижний Новгород, 2017.
- Ветлужский район. — Нижний Новгород, 2018.
- Воскресенский район. — Нижний Новгород, 2018.
- Краснобаковский район. — Нижний Новгород, 2018.
- Городецкая епархия. — Кострома, 2019.
- Сказки Ивана Ковалёва. — Нижний Новгород, 2019. (Составление)
- Майоров А. И. Керженский край. — Нижний Новгород, 2019 (Составление)
- Беляна. — Нижний Новгород, 2020. (Составление)
- Галибиха. — Нижний Новгород, 2020.
- Нестиары. — Нижний Новгород, 2020.
- Корнилов Б. П. Нас утро встречает прохладой. — Нижний Новгород, 2020. (Составление)
- Адрианов Ю. А. Китежская Русь. — Нижний Новгород, 2020.

(Составление)
- Шахунья. – Нижний Новгород, 2021.
- Река Керженец. – Нижний Новгород, 2021.
- Семёновский историко-художественный музей. – Нижний Новгород, 2021.
- Река Узола. – Нижний Новгород, 2022.
- На ветлужских пароходах. - Нижний Новгород, 2022 (Совм. с И.Л. Замысловым).
- Адамов А.И. Жизнь прекрасна. - Нижний Новгород, 2022 (Составление)
- Ковернино. – Нижний Новгород, 2023.
- Боги Лесного Заволжья. - Нижний Новгород, 2023.
- Зимин М.М. Ковернинский край. - Нижний Новгород, 2023 (Составление).
- В Керженских лесах. - Нижний Новгород, 2023 (Составление).
- Оглоблин Н.Н. Реки и пристани. - Нижний Новгород, 2023 (Составление, совм. с Д.Г. Павловым).
- Люди Нижегородского Заволжья. - Йошкар-Ола, 2023 (Совм. с С.В. Баевым).
- Бирючёв Н.М. Варнавин и варнавинцы. - Нижний Новгород, 2024 (Составление).

Автор специального содержания ряда картографических изданий по Нижегородской области, Мордовии, Марий Эл (с 1996 года).

## Награды
- Лауреат премии Нижнего Новгорода (1996),
- Лауреат премии имени Михаила Булгакова (2003),
- Лауреат премии имени Максима Горького (2004),
- Лауреат премии Варнавинского района Нижегородской области (2012).
- Награждён именными часами Министра путей сообщения России.
- Почётный работник Горьковской железной дороги (2012).